# Filógelos
Filógelos é o mais antigo livro de piadas (anedotas) que se tem registro. Escrito originalmente em grego, contém 260 contos anedóticos da Grécia do século IV. Escrito a cerca de 1600 anos, foi traduzido pelo pesquisador americano William Berg e publicado na íntegra na Internet. Análises feitas pela pesquisadora britânica Mary Beard, comprovam que o humor chegou aos nossos tempos quase inalterados e diversas anedotas encontradas em seu conteúdo circulam, com pequenas alterações, até nossos dias.
A coleção foi escrita em grego, e a linguagem usada indica que ela pode ter sido escrita no século IV d.C., de acordo com William Berg, um professor americano de clássicos.